# Daguet (камуфляж)
Камуфляж Даге (фр. Le camouflage Daguet) — деформаційний військовий камуфляж Збройних сил Франції, що з 1989 року використовують для операцій в посушливих регіонах. Є пустельним варіантом французького камуфляжу Centre-Europe. Заплановано, що у 2024 році камуфляж Daguet, разом з Centre-Europe буде замінено на єдиний мультиландшафтний камуфляж BME (фр. Bariolage multi-environnement)

## Історія
В 1963 році Збройні сили Франції відмовились від використання багатоколірного деформаційного камуфляжу парашутистів Lizard, оскільки він асоціювався із путчем французьких генералів і колоніальними конфліктами. До прийняття в 1989 році на озброєння камуфляжу Daguet, французькі військові (за виключенням бійців Іноземного легіону) більше чверті століття не використовували багатоколірну деформаційну камуфляжну форму.
Цей пустельний камуфляж став широко знаний як «камуфляж Daguet», оскільки його вперше використали французькі військовики під час операції «Daguet», яку проводили французькі підрозділи у 1990–1991 роках під час Війни в Перській затоці.

## Візерунок

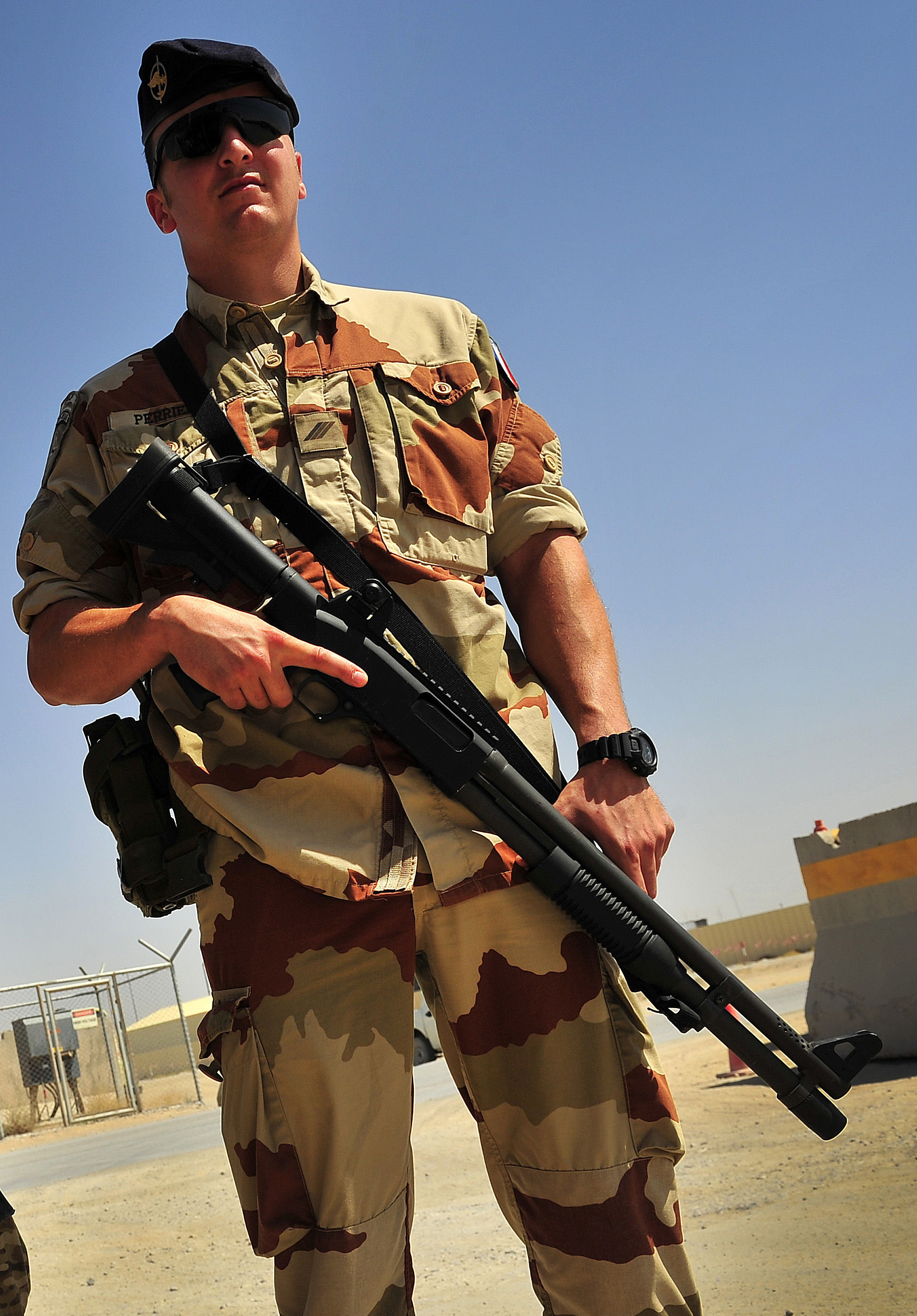
Стрілець ВПС Франції Commando de l'Air в Кандагарі, Афганістан.

Представлений у 1988 році, камуфляж складається з широких горизонтальних сірувато-оливкових та коричневих смуг на пісочному (бежевому) фоні. Однострої з камуфляжем Daguet випускаються для французьких військ, дислокованих у країнах/територіях з пустельною місцевістю.

## Користувачі
- ЦАР: варіанти камуфляжу Daguet використовують армійські підрозділи ЦАР[6].
- Франція: прийнятий Збройними силами Франції в 1989 році[7].
- Україна: використовують Збройні сили України та полком Кастуся Калиновського.
- ОАЕ: збройні сили ОАЕ використовують варіант камуфляжу Daguet в пустельних операціях[8].